# Korsakov (Sajalín)
Korsakov (en ruso: Корсаков; en japonés: 大泊町, Ōdomari-chou / Ōtomari-chou) es una ciudad y puerto ubicado en el extremo sur de la Isla de Sajalín/Karafuto. Se encuentra a 42 kilómetros al sur de Yuzhno-Sajalinsk/Toyohara, en la bahía de Aniva. Tiene una población de 33 526 habitantes según el censo de 2010. En el periodo de administración japonesa la ciudad se encontraba en el Distrito de Ōtomari la Subprefectura de Toyohara (豐原支廳), en la Prefectura de Karafuto.

## Historia
Se sabe poco de la historia temprana de Korsakov/Ōtomari. El sitio albergó una aldea pesquera ainu llamada Kushunkotan (en fuentes rusas, Tamari-Aniva), frecuentada por comerciantes del clan Matsumae desde 1790.
El 22 de septiembre de 1853, una expedición rusa dirigida por Guennadi Nevelskói se estableció en el lugar y lo llamó Fuerte Muraviovsky, en honor al gobernador general de Siberia oriental Nikolái Muraviov-Amurski. Nevelskoy dejó recuerdos detallados del desembarco. Se encontró con una población predominantemente ainu (al menos 600 personas; otra fuente menciona solo 300 habitantes ainu), así como con ciudadanos japoneses que, a juzgar por el relato de Nevelskoy, ejercían autoridad sobre los habitantes nativos. A la llegada de Nevelskoy, el pueblo contaba con varias estructuras en pie, a las que Nevelskoy llama "cobertizos", e incluso un templo religioso japonés.
Los rusos abandonaron el asentamiento el 30 de mayo de 1854, supuestamente porque su presencia allí, durante la Guerra de Crimea, despertó el temor de un ataque anglo-francés, pero regresaron en agosto de 1869. Posteriormente se renombró como Fuerte Korsakovsky, en honor del nuevo gobernador de Siberia Oriental Mijaíl Kórsakov. 
El Fuerte Korsakovsky se convirtió en una parte importante del sistema penal ruso y destino final de cientos de prisioneros de la Rusia europea, condenados a trabajos forzados por delitos especialmente graves. 

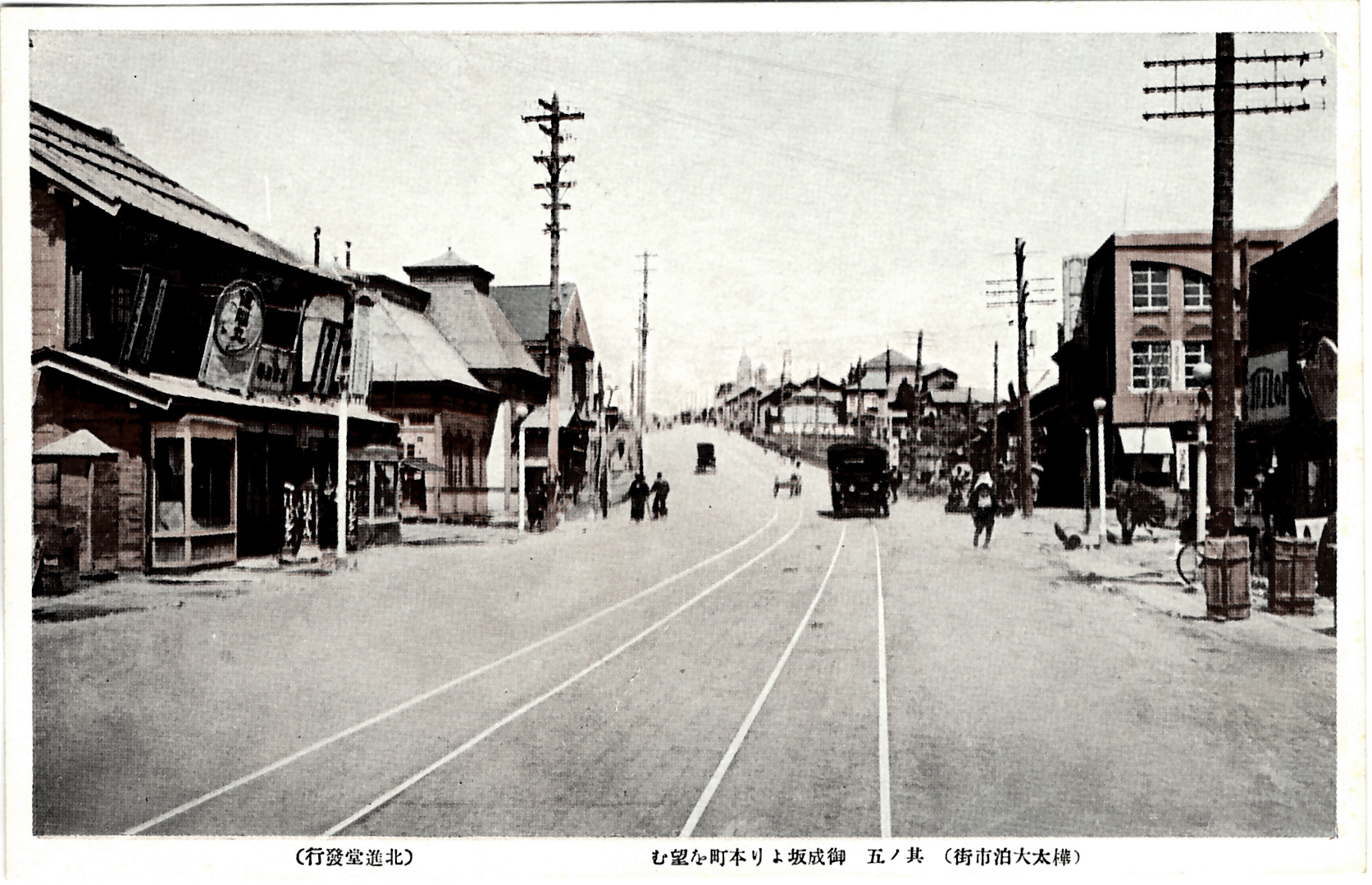
Ōtomari, Karafuto durante el período de entreguerras

Durante la guerra ruso-japonesa de 1904-1905, se libró un combate naval, la batalla de Korsakov/Ōtomari, frente a la ciudad en agosto de 1904. En 1905, Japón conquistó la isla en las últimas etapas de la guerra, y el sur de la isla, incluyendo Korsakovski, fue entregado a Japón en 1905, en virtud del Tratado de Portsmouth tras la derrota de Rusia en la guerra. Los rusos quemaron la ciudad de madera antes de la entrega. Sobre las cenizas del Fuerte Korsakovski, los japoneses construyeron una ciudad moderna revestida de piedra con calles pavimentadas y electricidad, rebautizada como Ōtomari (大泊), traducción de las palabras ainu "Poro-an-tomari" (gran puerto). La ciudad fue temporalmente la capital de la prefectura de Karafuto entre 1905 y 1907. Mientras estuvo en manos japonesas, la ciudad creció sustancialmente. Ōtomari, una colonia penal bajo administración rusa, mantuvo la práctica del trabajo forzoso: los japoneses trajeron a Ōtomari a miles de coreanos étnicos como trabajadores. La población coreana actual desciende principalmente de aquellos reclutas.
En la administración japonesa la ciudad se encontraba en el Distrito de Ōtomari la Subprefectura de Toyohara (豐原支廳), en la Prefectura de Karafuto, la prefectura japonesa más septentrional.

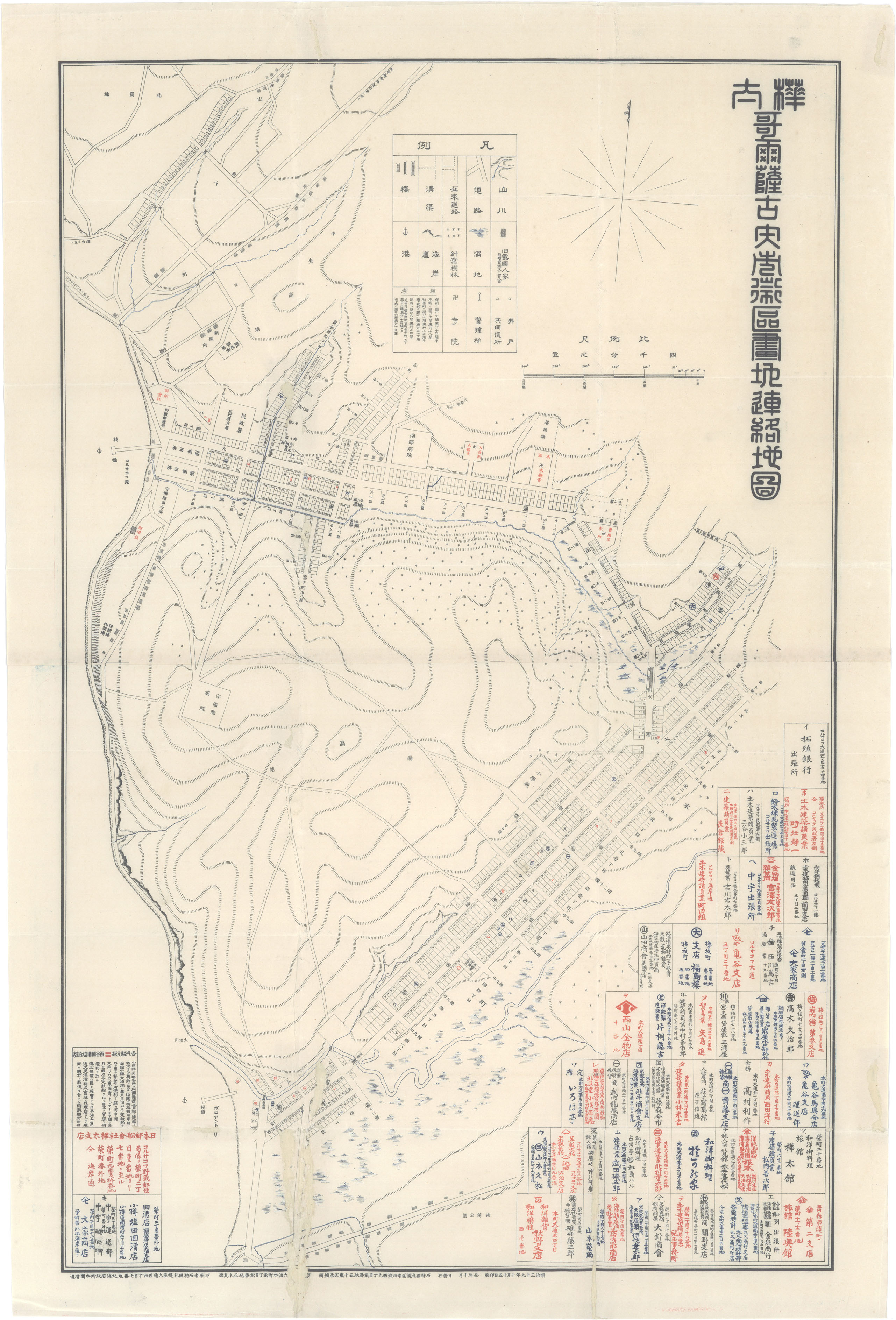
Planos urbanos de Ōtomari de 1906
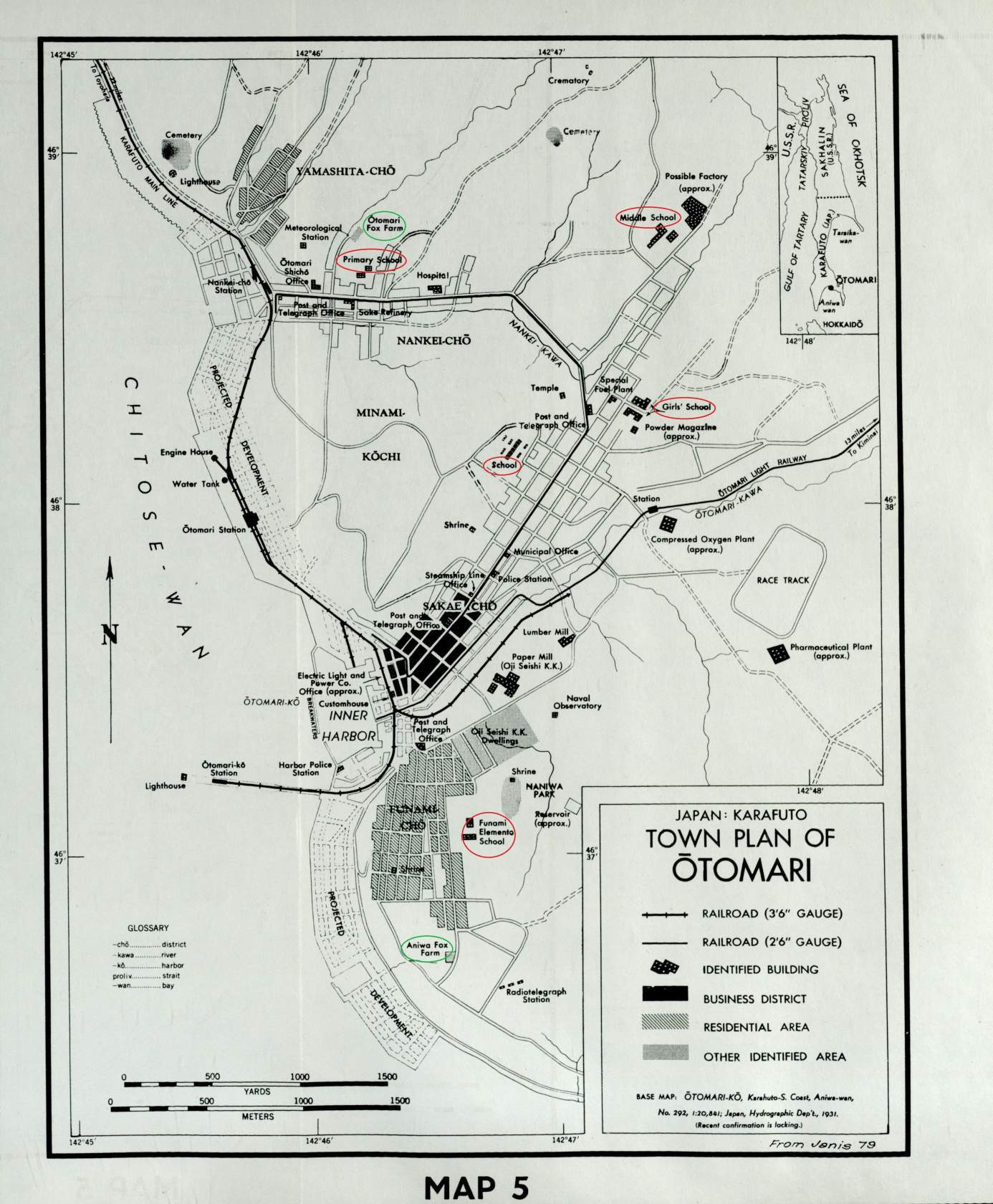
Planos urbanos de Ōtomari de 1931
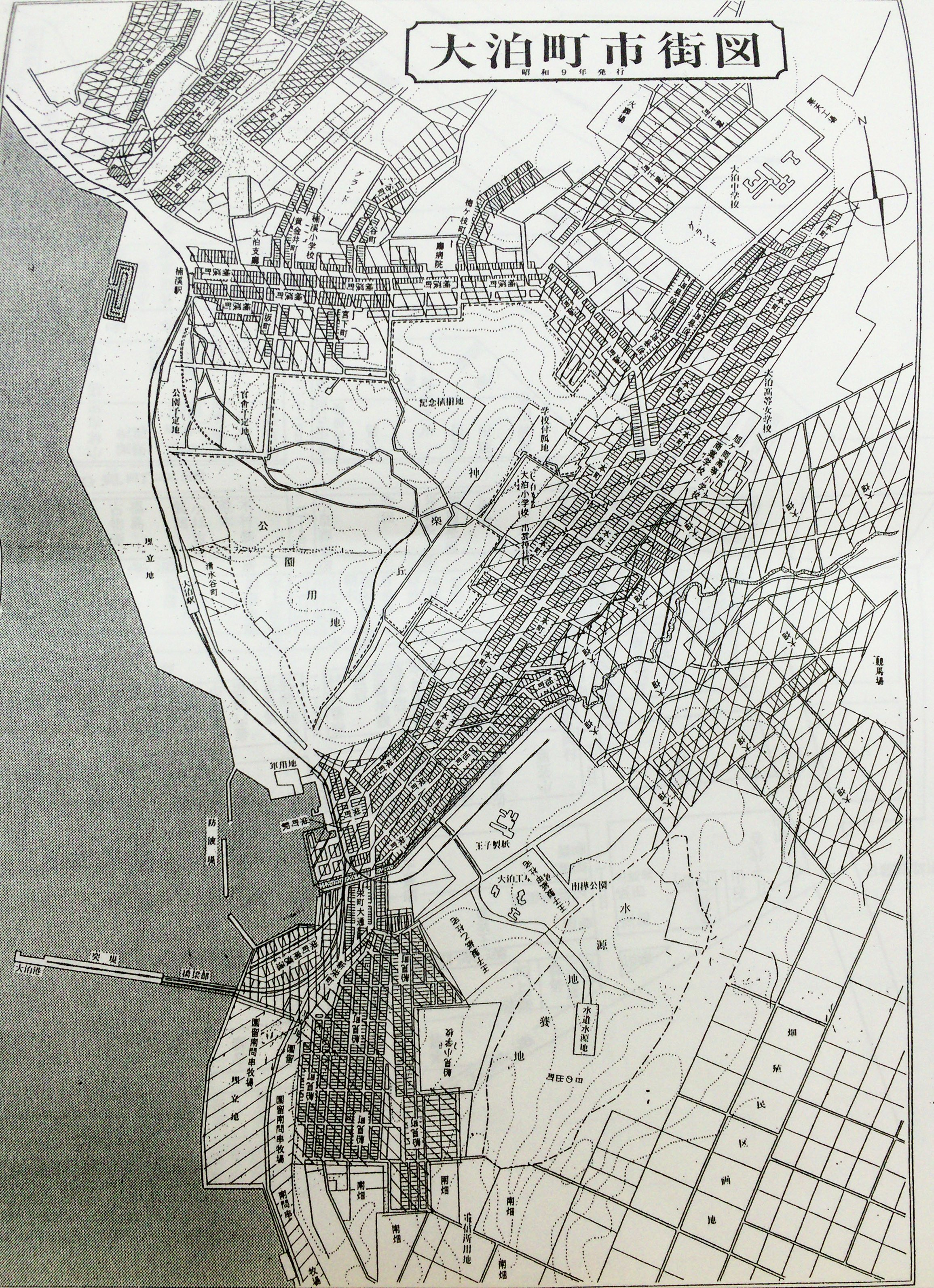
Planos urbanos de Ōtomari de 1934

El 14 de marzo de 1907, Ódomari se convirtió en la sede del gobernador, y ese mismo año se puso en funcionamiento una línea ferroviaria que se extendía hasta los asentamientos circundantes. En el verano de 1907, también comenzó la construcción de un gran muelle.
La primera fábrica de papel de Karafuto se inauguró en Ōtomari en 1914. Entre 1920 y 1928 se construyó en el puerto un atracadero para barcos con un puente de plataforma de hormigón armado de 257 m de longitud.
El 1 de mayo de 1923 se inauguró el servicio de ferry entre Ódomari y Wakkanai.
El 25 de agosto de 1945, 1600 soldados soviéticos desembarcaron en Otomari y ocuparon la ciudad que desde entonces es territorio ruso y la renombraron Korsakov y el Antiguo Ōtomari fue incendiado sustancialmente por la entrada de las tropas soviéticas.
Los sitios y monumentos japoneses fueron destruidos, incluyendo un santuario sintoísta y un monumento al príncipe Hirohito, que había visitado Ōtomari en un viaje de inspección.

## Galería

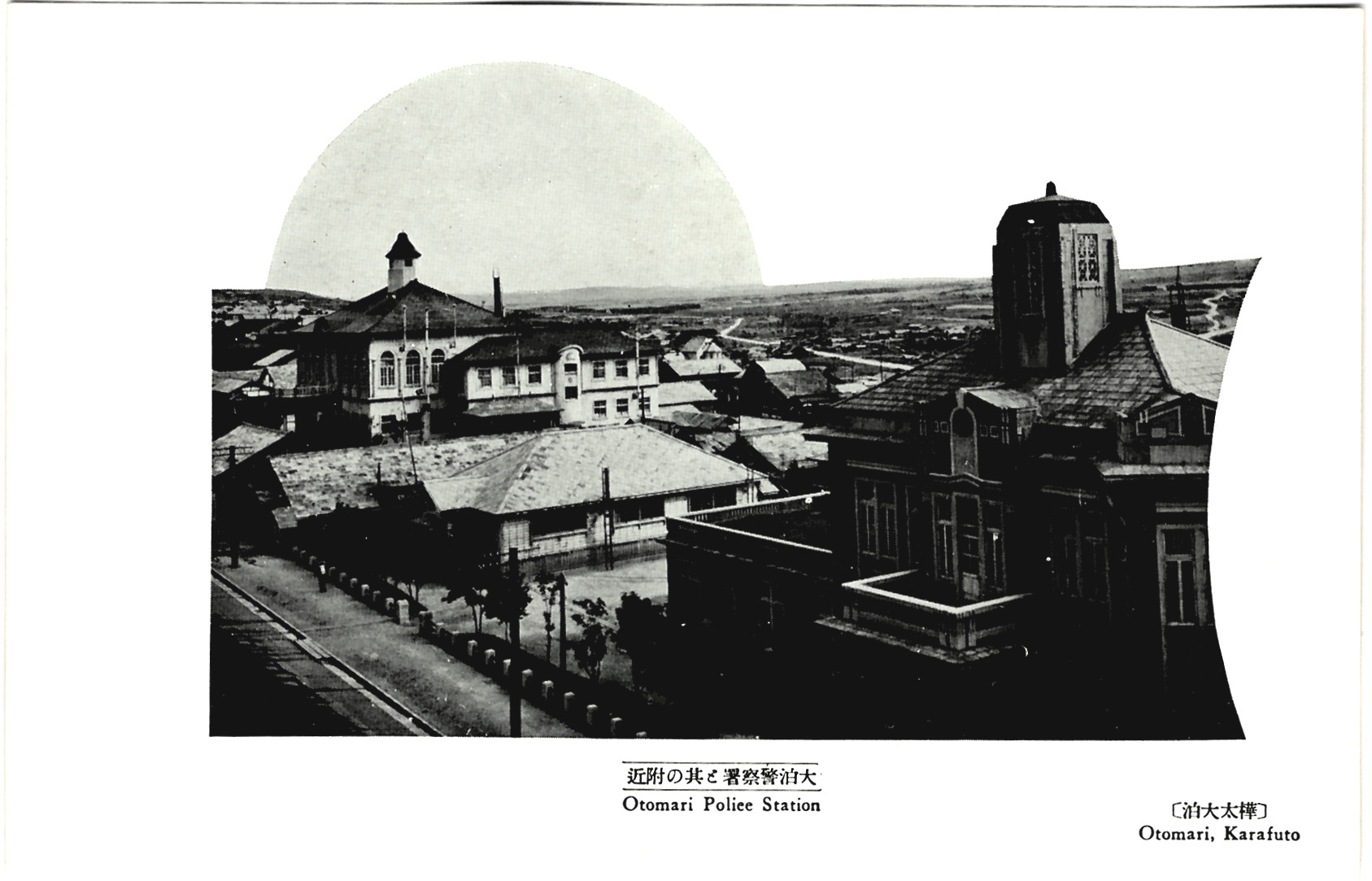
Ayuntamiento y Gendarmería en Ōtomari, Karafuto durante el período de entreguerras
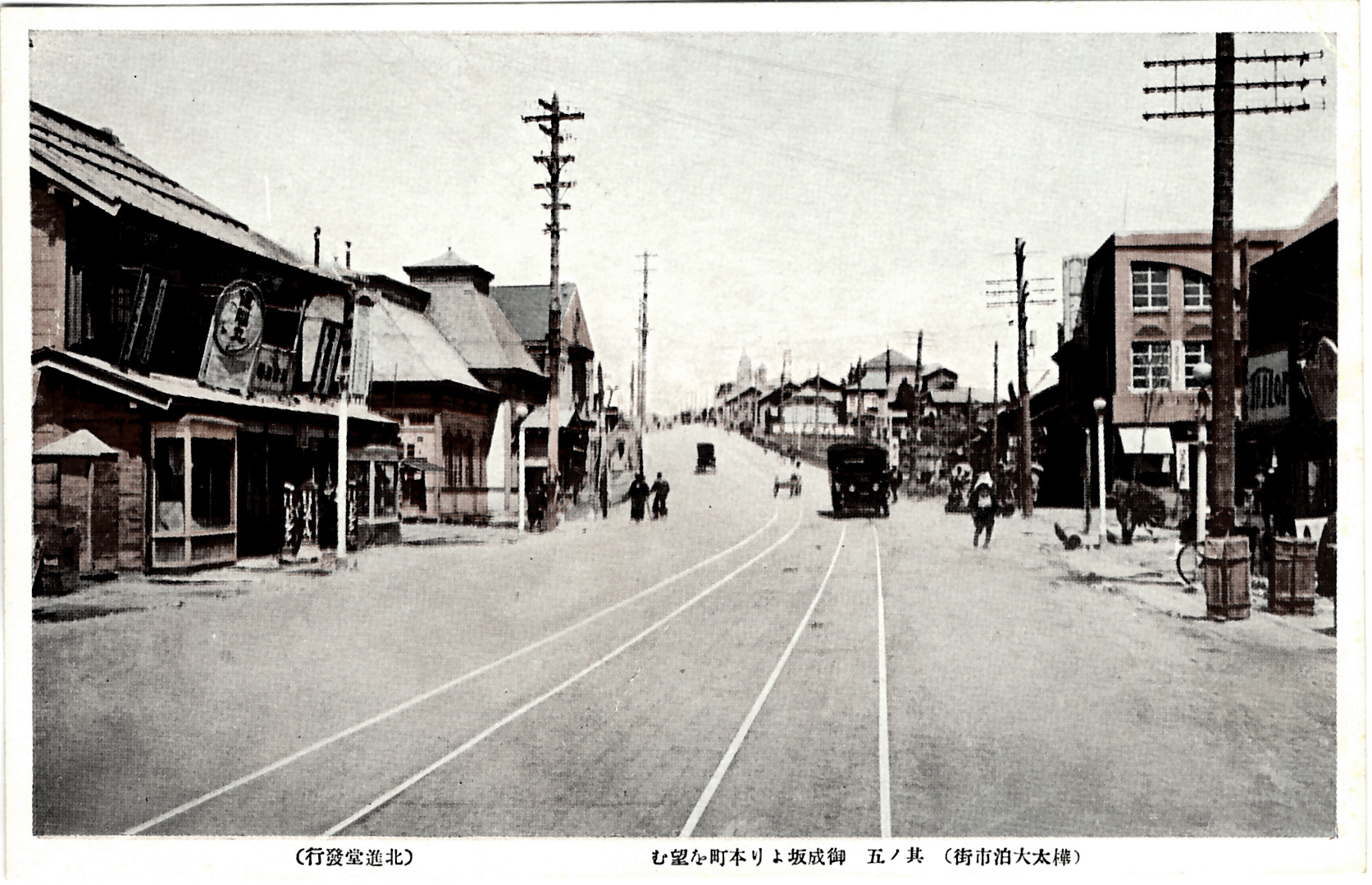
Oficina de Correos en Ōtomari, Karafuto durante el período de entreguerras
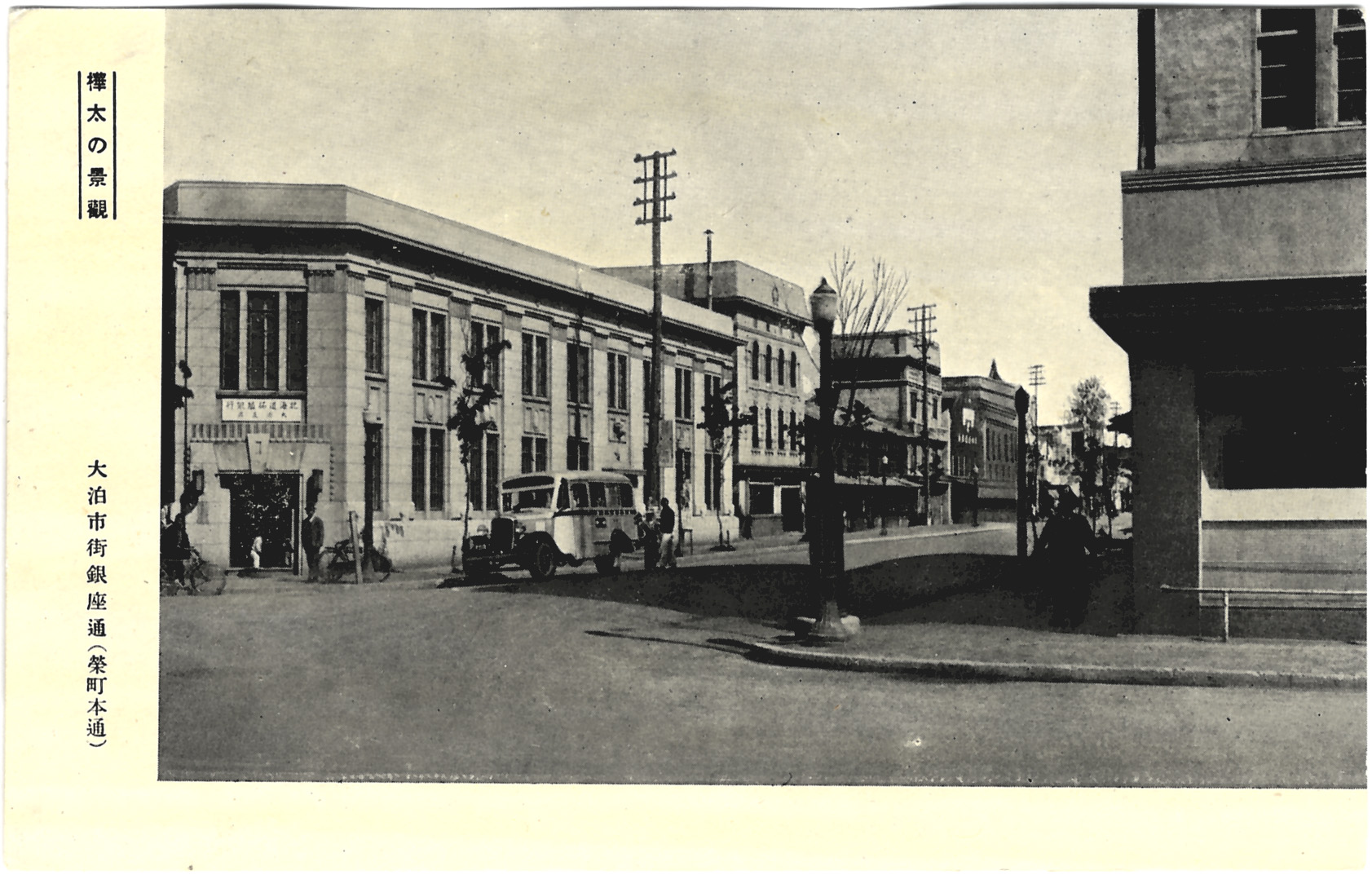
Zona comercial Sakae-machi en Ōtomari, Karafuto durante el período de entreguerras
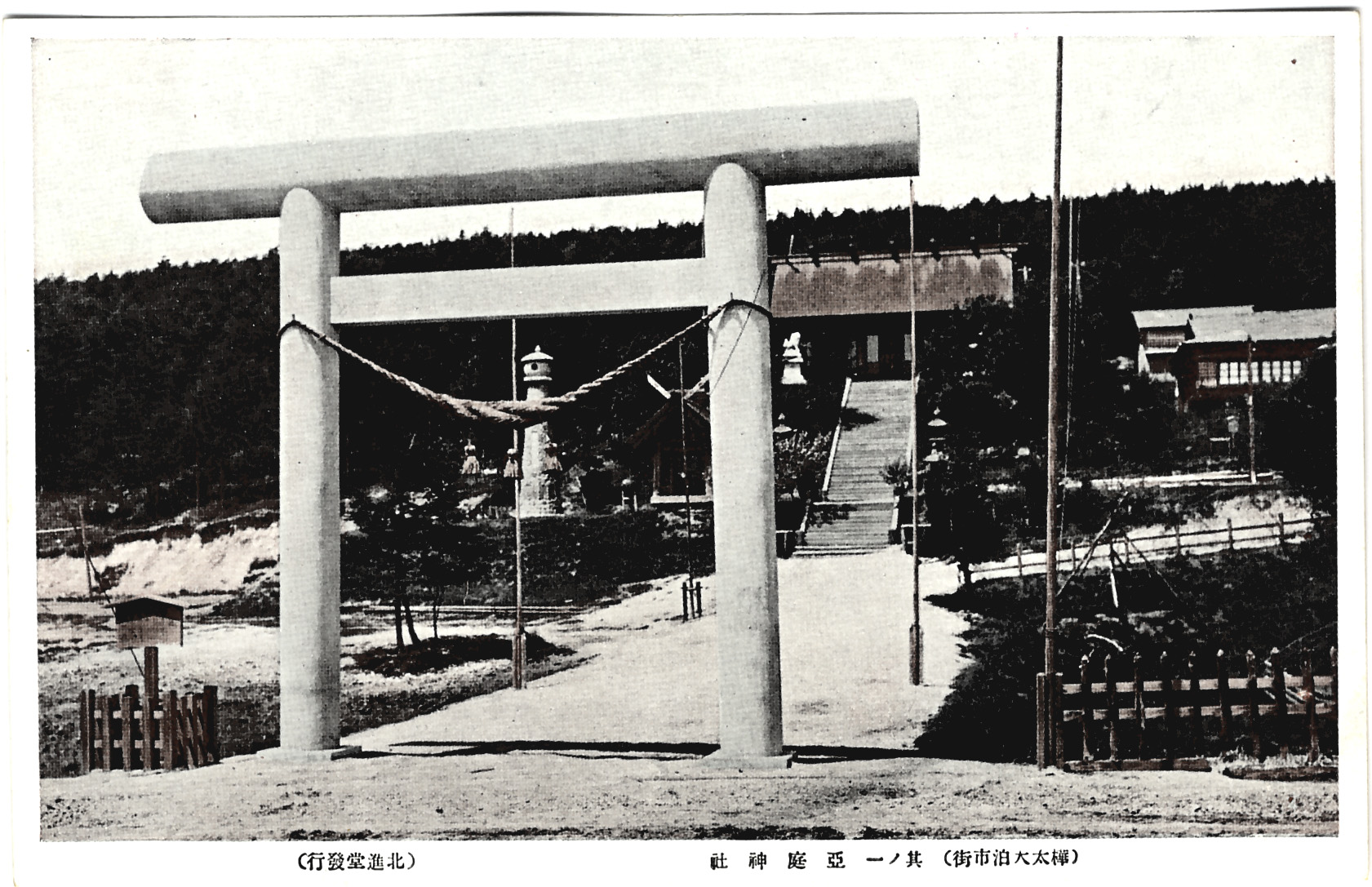
Santuario sintoísta Aniva-jinja en Ōtomari, Karafuto durante el período de entreguerras
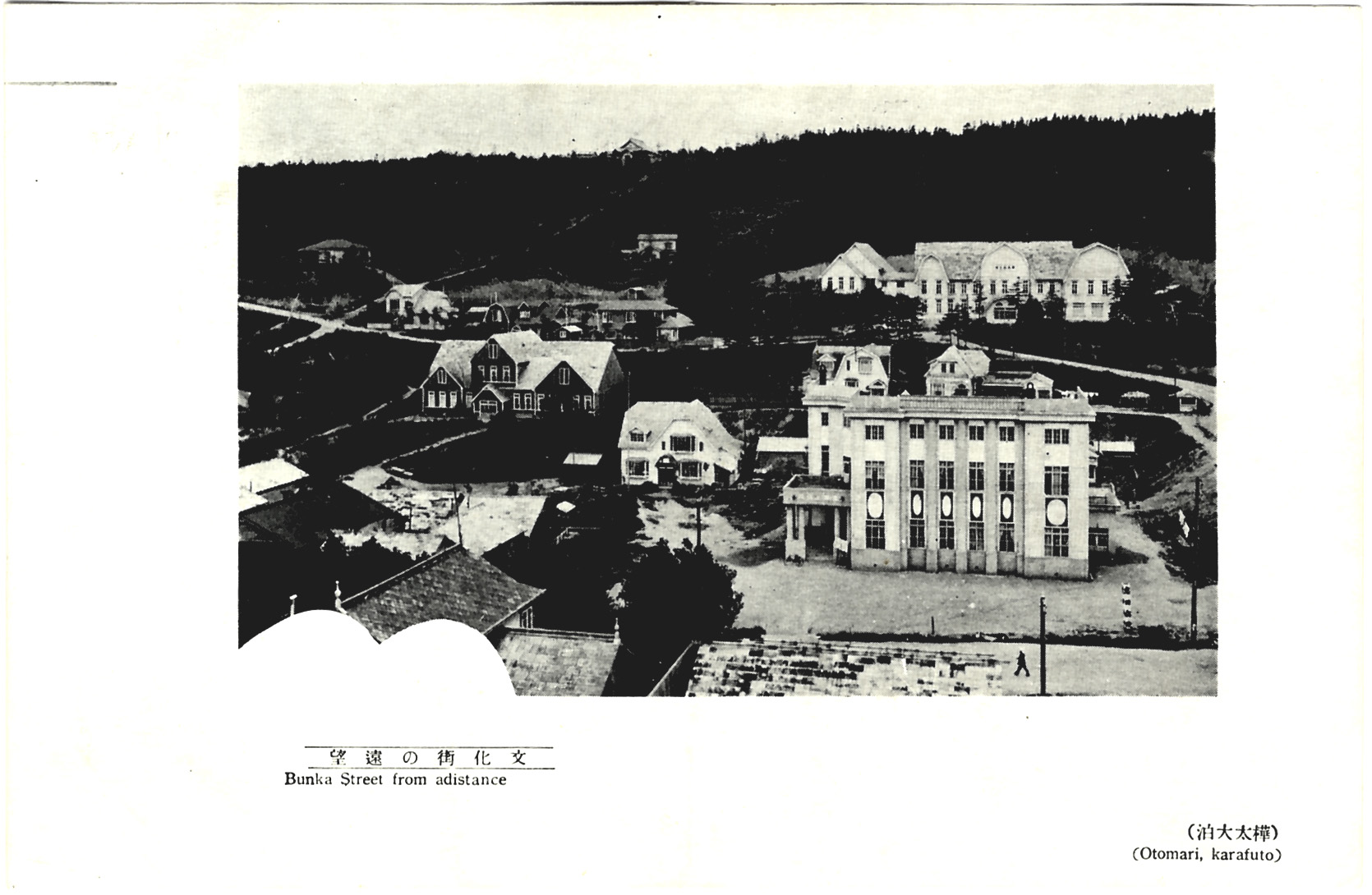
Vista de la calle Bunka en Ōtomari, Karafuto durante el período de entreguerras